# Візір Анатолій Дмитрович
Анатолій Дмитрович Візір (нар. 31 липня 1929 — пом. 19 грудня 2002) — український науковець-терапевт, доктор медичних наук, професор, академік НАН України, Академії медичних наук України, Заслужений працівник вищої школи. Кавалер орденів Жовтневої Революції, Трудового Червоного Прапора, «Знак Пошани», «За заслуги» ІІ-ІІІ ступенів. Лауреат премії АМН України. Ректор Запорізького державного медичного університету протягом 1974–2002 рр. Учень і послідовник Харківської наукової школи терапевтів академіка Любові Малої.

## Біографія
Народився 31 липня 1929 року.
З 1966 по 2002 рр. працював завідувачем кафедри пропедевтики внутрішніх хвороб Запорізького державного медичного університету.
З 1967 року — доктор медичних наук, з 1968 року — професор.
З 28 червня 1974 по 2002 рр. працював ректором Запорізького державного медичного університету.
З 25 листопада 1992 року — академік НАН України (обраний за спеціальністю «клінічна медицина»). 22 березня 1993 року обраний академіком Академії медичних наук України за спеціальністю «терапія».
Помер 19 грудня 2002 року.

## Особисті відомості
Фундаментальні та науково-практичні розробки присв'ячені визначенню ролі нейрогуморальних механізмів у розвитку серцево-судинних захворювань, вивченню взаємозв'язку й ативності функціонування всіх ланок симпатико-адреналової, ренін-ангіотензин-альдостеронової та калікреїн-кінінової систем, нейропептидів і плазмових простагландинів за різних варіантів гіпертонічної хвороби, цереброішемічної гіпертензії, ішемічної хвороби серця, порушень серцевого ритму, серцево-судинній і легенево-серцевій недостатності. Велика частина його наукових досліджень присв'ячена клінічним випробуванням нових лікарських засобів і, перш за все, таких препаратів, які складають першу лінію серцево-судинних захворювань.
Був членом Президії АМНУ, членом комісії по присудженню Державних премій, членом Правління наукових товариств терапевтів та кардіологів України, членом редколегій п'яти провідних медичних журналів.
Автор більше 300 наукових праць, в тому числі 6 монографій, трьох авторських свідоцтв і одного патенту «Морфоліній 3-(4-піридил)-1,2,4-триазоліл-5-тіоацетат, що виявляє антигіпоксичну, церебопротектичну та кірдіопротекторну активність» (1997). Заснував Запорізьку наукову терапевтичну і кардіологічну школи, підготував 6 докторів та 24 кандидатів наук.

### Відзнаки
1977 року присвоєне почесне звання «Заслужений працівник вищої школи». 1999 року став лауреатом премії АМН України, а також премії «Людина року».
Кавалер орденів Жовтневої Революції, Трудового Червоного Прапора, «Знак Пошани», «За заслуги» II—III ступенів. Також нагороджений чотирма медалями.

### Основні наукові праці
- «Ритмы сердца» (рос.) (1993);
- «Цереброишемическая форма артериальной гипертензии как одно из проявлений атеросклероза экстракраниальных артерий» (рос.) (1996);
- «Кардіопротекторний засіб для лікування ішемічної хвороби серця „Тіотриазолін“» (рос.) (1996);
- «Имунная и воспалительная активация как новая концептуальная модель формирования и прогрессирования сердечной недостаточности» (рос.) (2000);
- «Фармакотерапия» (рос.) (2000).